# Bornheim (Renania Settentrionale-Vestfalia)
Bornheim è una città della Renania Settentrionale-Vestfalia, in Germania.
Appartiene al circondario (Kreis) del Reno-Sieg (targa SU).
Bornheim si fregia del titolo di "Media città di circondario" (Mittlere kreisangehörige Stadt).

## Amministrazione

### Gemellaggi
Bornheim è gemellata con:
- Bornem
- Mittweida